# Instituut voor Milieuvraagstukken
Het Instituut voor Milieuvraagstukken (IVM) van de Vrije Universiteit Amsterdam houdt zich als oudste universitaire milieu-onderzoeksinstituut in Nederland al sinds 1971 bezig met complexe milieuvraagstukken. De doelstelling van het instituut is bij te dragen aan de duurzame ontwikkeling en aan het behoud en verbetering van het milieu door wetenschappelijk onderzoek en onderwijs. Het IVM wil onderzoek doen dat zich kan meten met de wereldtop, gestuurd wordt door problemen en bruikbaar is voor wetenschappers, beleidsmakers, de industrie en het maatschappelijk middenveld. Er werken ongeveer 140 mensen, van wie 100 als onderzoeker.

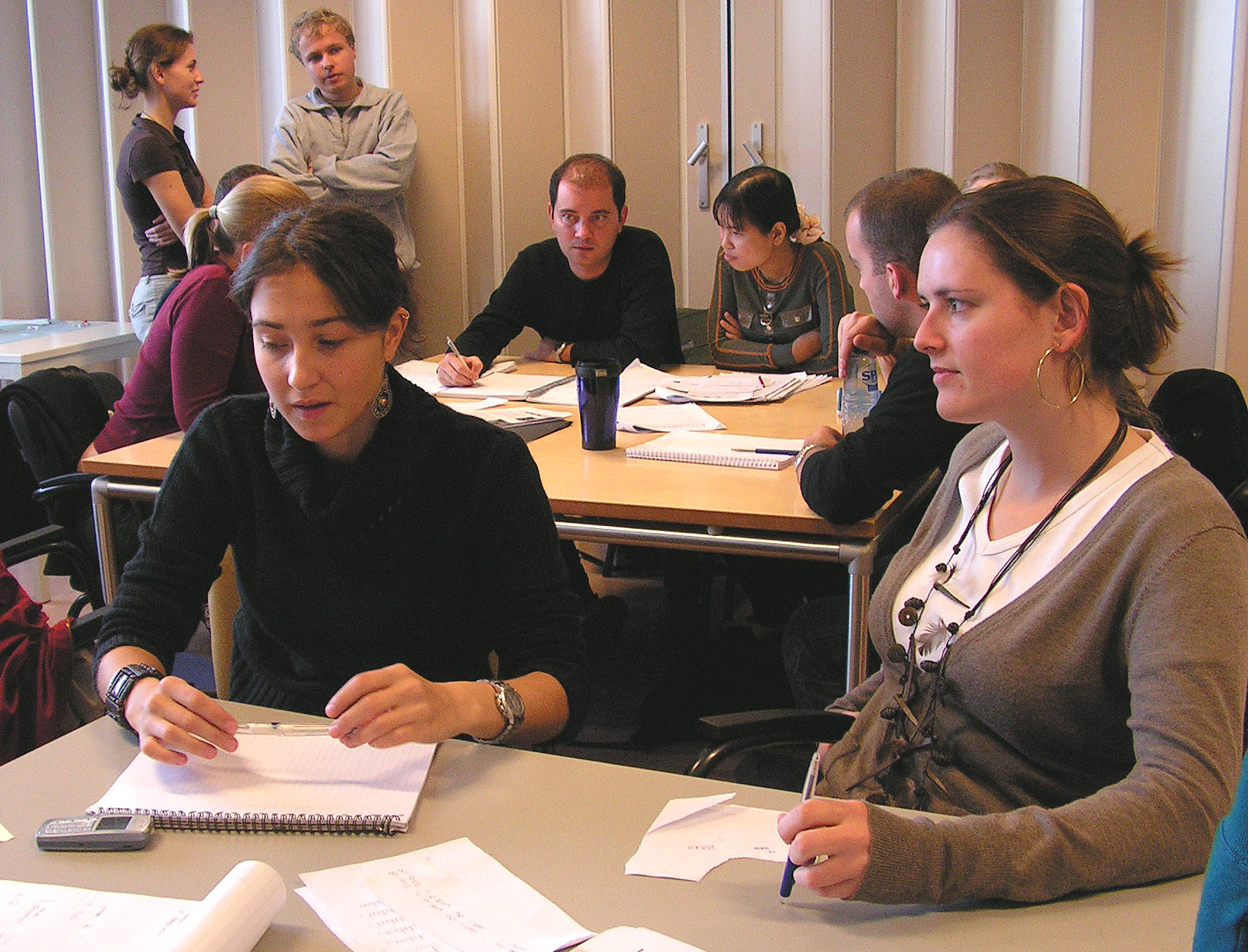
Studenten Environment and Resource Management spelen een simulatiespel bij het IVM.

De hoofdonderwerpen van het onderzoek zijn (internationale) milieuovereenkomsten, zoals over klimaatverandering en internationale handel; ruimtelijke milieuaspecten, met name in kustgebieden, stroomgebieden en stedelijke gebieden; de kwaliteit van milieu-informatie, voornamelijk het uitvoeren van metingen, normering en data-analyse; en industriële transformatie, met name energietransities en ontkoppeling van economische groei en milieubelasting. 
Er worden verschillende technieken en methoden aangewend om deze thema’s te onderzoeken, zoals biomonitoring, beslissingsondersteunende systemen, perceptie- en participatieonderzoek, economische waardering, maatschappelijke kosten-batenanalyse, multicriteria-analyse, geïntegreerde economische en milieumodellering, chemische analyse, remote sensing en geografische informatiesystemen. 
Het Instituut voor Milieuvraagstukken doet veel onderzoek in opdracht voor nationale en regionale overheden, de Europese Unie, bedrijven en NGO’s (ongeveer twee derde van de inkomsten). Het overige onderzoek wordt gefinancierd door NWO, de KNAW en de Vrije Universiteit.
Sinds 2003 verzorgt het IVM de internationale MSc-opleiding Environment and Resource Management.